# کرم کدو
کِرم کَدو یا تِنیا (به انگلیسی: Taenia) یک انگل روده است. این کرم، کرم پهن بلندی است که بدن آن از بندهای متشابه زیادی تشکیل شده و متعلق به خانواده یوسستودها است و باعث ایجاد عفونت کرم کدو می‌شود.
دو نوع کرم کدو در بدن انسان دیده می‌شود:
- کرم کدوی گاوی (Taenia saginata)
- کرم کدوی خوک (Taenia solium)

انواع دیگری از کرم کدو می‌توانند انگل سگ یا گربه سانان‌ یا ماهی ها شوند

## ریخت‌شناسی

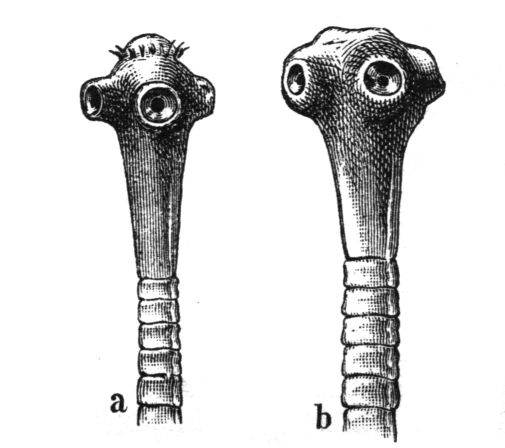
a)کرم کدوی خوک. b)کرم کدوی گاو

کرم کدو دارای بدنی پهن و بلند و سفیدرنگ است که به آن امکان می‌دهد مواد گوارش یافتهٔ حاضر در روده میزبان را به طور مستقیم از طریق پوست وارد بدن کند. تنه آن شکلی قطعه قطعه دارد. سر آن نسبتاً گرد بوده و دارای ۴ آلت مکش است. در بالای آن‌ها نیز قلابی وجود دارد که مانع از کنده شدن انگل و دفع آن از بدن میزبان می‌شود. طول کرم کدو به نوع آن بستگی دارد. به طور مثال تنیای گاو می‌تواند ۱۲ متر طول داشته باشد. در کشورهای توسعه یافته این انگل با مصرف دارو به سرعت حذف می‌شود و طول آن به ندرت به ۲ متر می‌رسد.

## دستگاه عصبی
دستگاه عصبی در اسکولکس دو حلقه عصبی وجود دارد که روی این دو حلقه مزکور چهار جفت گانگلیون عصبی واقع شده است. علاوه بر آن گانگلیون بزرگ زیری نیز در اسکولکس وجود دارد. در هر طرف بدن در امتداد و نزدیک لوله یک جفت رشته عصب طولانی موجود است که در سرتاسر بدن وجو

## اندامهای حسی
به علت دارا بودن زندگی انگلی، اندام‌های حسی در این جانوران موجود نیست؛ ولی رشته‌های عصبی زیادی در زیر پوست و اسکولکس آنها وجود دارد.

## دستگاه تناسلی
دستگاه تناسلی این کرم‌ها نر و ماده هستند و در هر قطعه از بدن آنها هر دو دستگاه تناسلی نر و دستگاه تناسلی ماده وجود دارد. دستگاه تناسلی نر در قطعات نزدیک تر به گردن شروع به تشکیل شدن می‌نماید؛ ولی دستگاه تناسلی ماده در قطعات پایین‌تر بوجود می‌آید؛ بنابراین بیضه‌ها زودتر از تخمدان‌ها تشکیل می‌شود. در بندهای میانی بدن، هر دو دستگاه وجود دارد. به تدریج که به انتهای بدن نزدیک می‌گردد. در بندهای متوالی عمل لقاح انجام می‌شود و تخم‌ها تشکیل می‌گردند. در بندهای آخر، این دستگاه تناسلی از بین می‌رود و فقط آثاری از آنها باقی می‌ماند.

## چرخهٔ زندگی
لارو کرم کدو از طریق گوشت درست پخته نشده به انسان منتقل می‌شود. این لارو در بدن انسان رشد می‌یابد و پس از ۳ ماه قادر به تولید مثل است. او تخم‌های خود را در بندهای پایینی بدن خود نگهداری می‌کند. هر کدام از این بندها هزاران تخم را در خود جای می‌دهد. این بندها از بدن انگل جدا شده و همراه با مدفوع از بدن میزبان خارج می‌شوند.
حیواناتی (مثل خوک) که همه چیز را می‌خورند (خاک) یا گاوها که همراه با خوردن علوفه مقداری خاک را نیز می‌بلعند این تخم‌ها را جذب می‌کنند و به لوله گوارش خود راه می‌دهند. این تخم‌ها همچنین می‌توانند همراه آب به بدن میزبان منتقل شوند. تعداد بسیاری از این لاروها به علت جذب نشدن توسط میزبان مناسب از بین می‌روند. باید توجه داشت که تخم کرم کدو به میزبان واسطه‌ای نیاز دارد تا بتواند به لارو تبدیل شود. این لاروها نمی‌توانند در بدن همان حیوان بالغ شوند اما می‌توانند خود را از لولهٔ گوارشی به سلول‌های ماهیچه‌ای برسانند. با مصرف گوشت آلوده به لارو کرم کدو که درست پخته نشده است، این انگل به بدن انسان راه می‌یابد و در روده بالغ شده و به کرم تبدیل می‌شود و به این ترتیب چرخه زندگی آن ادامه می‌یابد.

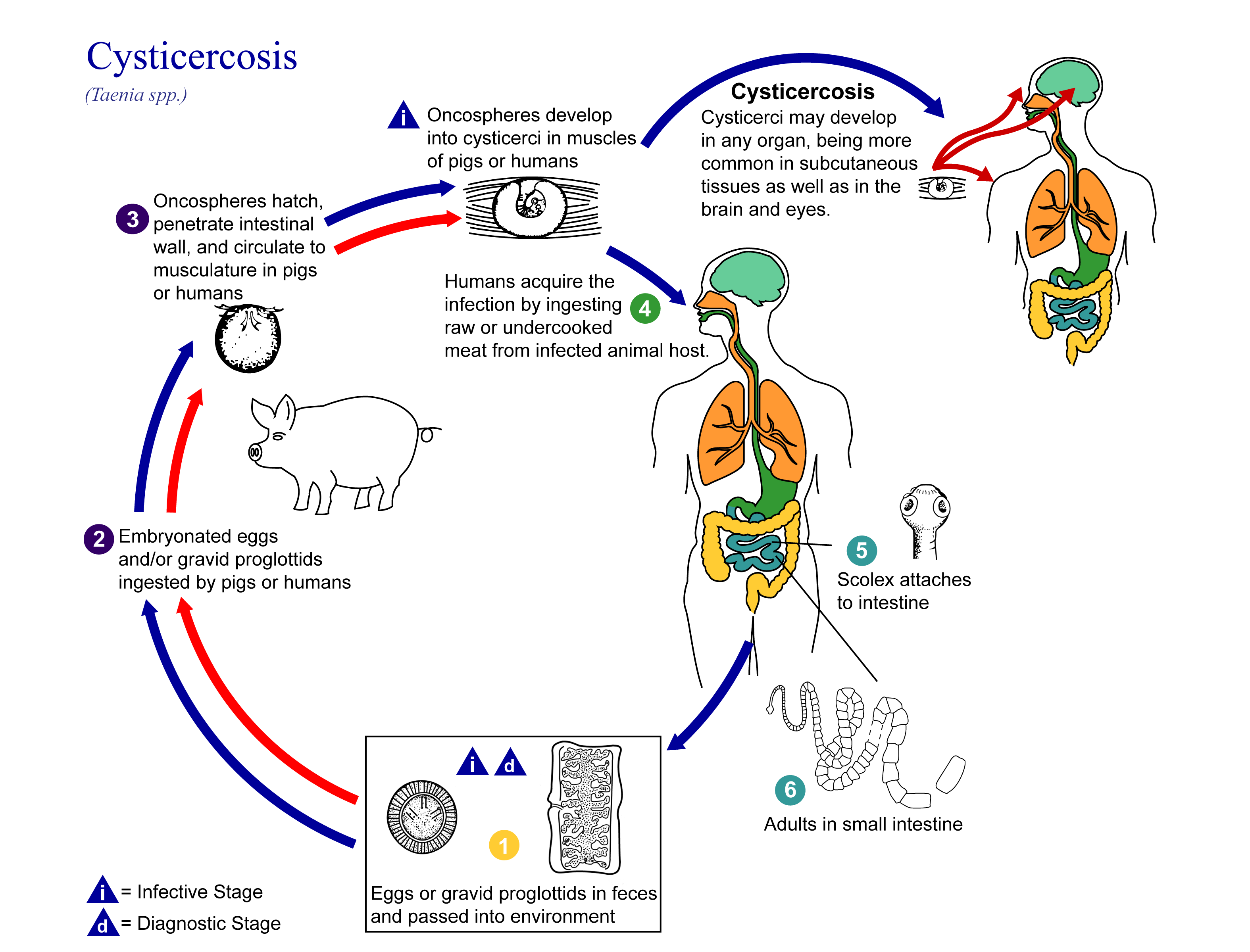
چرخهٔ زندگی کرم کدو

در صورت جذب تخم کرم کدو، انسان دچار انگل روده‌ای نمی‌شود، ولی می‌تواند میزبان واسطه قرار گیرد. در این صورت لاروها توسط جریان خون به ماهیچه‌ها، قلب، چشم و در حالت وخیم‌تر به مغز و نخاع منتقل می‌شوند و در آن‌جا ممکن است بتوانند تشکیل کیست دهند. این حالت در مورد کرم کدوی خوک متداول‌تر است.

## تشخیص و درمان
فردی که به انگل کرم کدو دچار است ممکن است خود از آن ناآگاه باشد، چرا که این بیماری بسیاری از اوقات علایم مشخصی ندارد. کرم کدو می‌تواند باعث درد در حفرهٔ شکمی، حالت تهوع و اختلال در اشتها شود، اما این حالت در همهٔ افراد رخ نمی‌دهد. آزمایش خون و مدفوع در این حالت لازم است.
این بیماری انگلی امروزه با مصرف داروهایی مانند پرازی کوانتل و آلبندازول درمان می‌شود. برای حذف کیست‌های لارو نیز امروزه درمان وجود دارد (در برخی از موارد با عمل جراحی)، اما این درمان گاه ریسک‌های زیادی دارد.